# Macarena Aguilar
Macarena Aguilar Díaz (Bolaños de Calatrava, 12 de março de 1985) é uma handebolista profissional espanhola, medalhista olímpica.
Fez parte do elenco medalhista de bronze nas Olímpiadas de Londres, em 2012, com oito atuações e 22 gols.